# نوتيلوس (جول فيرن)

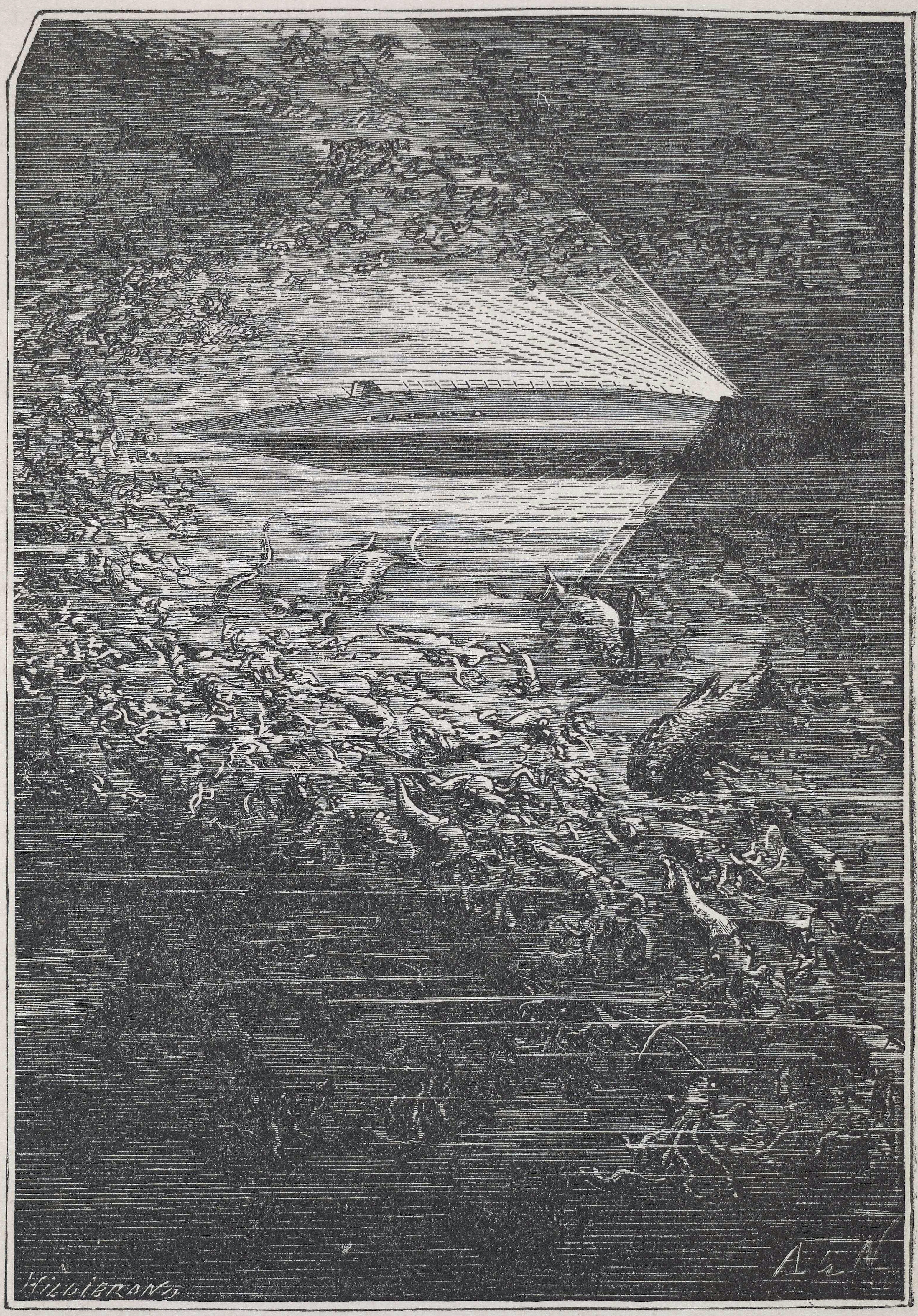
النوتيلوس تحت البحر.

نوتيلوس (باللاتينية: Nautilus)، غواصة خيالية يقودها القبطان نيمو وردت في روايات جول فيرن مثل عشرون ألف فرسخ تحت الماء (1870) والجزيرة الغامضة (1874). أطلق فيرن عليها هذا الأسم كنية بغواصة روبرت فولتون الحقيقية نوتيلوس (1800). وذلك قبل كتابة روايته بثلاث سنوات، كما درس جول فيرن نموذجا للغواصة بلونجر التي طورتها البحرية الفرنسية حديثا في المعرض العالمي 1867، مما ألهمه لابتكار النوتيلوس.